# Red Eye Records
Red Eye Records fue una compañía discográfica independiente australiana fundada en 1985. Tuvo dos sellos subsidiarios, Black Eye Records y Third Eye.

## Historia
La compañía surgió como parte de la tienda de discos del mismo nombre fundada en Sídney en 1981 aunque funcionó como una entidad independiente de esta. En 1990 comenzó a ser distribuido por Polydor que unos años más tarde adquirió la compañía, cerrando el sello discográfico y transfiriendo algunos de sus artistas a Universal.
El sello estuvo activo hasta mediados de los años 90, publicando álbumes y sencillos para prominentes artistas del área metropolitana de Sídney como, The Cruel Sea, The Bhagavad Guitars, The Beasts of Bourbon, The Crystal Set, Steve Kilbey, Curious (Yellow), Deniz Tek, The Clouds, Drop City, The Scientists o Kim Salmon and the Surrealists.